# Прикрашений аспід двосмугий
Прикрашений аспід двосмугий (Calliophis bivirgata) — отруйна змія з роду Прикрашені аспіди родини Аспідові. Має 3 підвиди.

## Опис
Загальна довжина осягає 1—1,4 м. Голова витягнута, коротка, тулуб стрункий та довгий. Рило тупе. Очі маленькі. Тулуб зверху синяво-чорного кольору з різко окресленими світло-блакитними смужками по обидва боки спини, а з черевної сторони яскраво-червоне. Голова, черево кінець хвоста яскраво—червоні. Зустрічаються особини зі жовтуватою головою.

## Спосіб життя
Полюбляє дощові тропічні ліси. Активний уночі. Харчується дрібними зміями, жабами, ящірками та птахами.
Отрута досит потужна, в деяких випадках може викликати у людини труднощі з диханням та смерть.
Це яйцекладна змія.

## Розповсюдження
Мешкає у М'янмі, Таїланді, Лаосі, Камбоджі, на півострові Малакка та Зондських островах (Індонезія).

## Підвиди
- Calliophis bivirgata flaviceps
- Calliophis bivirgata bivirgata
- Calliophis bivirgata tetrataenia